# Arena Assens
Arena Assens er et kulturcenter og sportshal beliggende i Assens Kommune. I 2011 valgte man at renovere Assens Sukkerfabriks lokaler for at bruge dem til et kombineret idræts-, fritids- og kulturhus. Arenaen råder over to sportshaller, et fitnesscenter, mindre lokaler, en teatersal samt en skydebane.
55°15′54″N 9°53′41″Ø / 55.2649°N 9.8946°Ø